# Ulubiona rzecz
Ulubiona rzecz – drugi singel Ewy Farnej zapowiadający czwartą polską płytę studyjną wokalistki pt. (W)Inna?, wydany w październiku 2013 roku.

## Teledysk
Teledysk do utworu nagrywany był 13 i 14 listopada 2013. Premiera teledysku odbyła się 27 listopada  2013.

## Pozycje na listach przebojów
| Lista przebojów | Pozycja |
| --------------- | ------- |
| Radio Eska      | p       |
| RMF FM          | 4       |
| RMF MAXXX       | p       |
| Radio Zet       | 2       |